# Rivière La Chevrotière
La rivière La Chevrotière est un affluent de la rive nord du fleuve Saint-Laurent, descendant dans la municipalité de Portneuf, Saint-Gilbert et Deschambault-Grondines, dans la municipalité régionale de comté (MRC) Portneuf, dans la région administrative de la Capitale-Nationale, dans la province de Québec, au Canada.

## Géographie
La vallée de la rivière La Chevrotière est surtout desservie par la route 138 qui longe la rive nord de l'estuaire fluvial du Saint-Laurent et la route 363 qui passe du côté nord de cette vallée. Les routes secondaires desservant cette zone sont le chemin du 3e rang, le chemin Gravel, la rue Principale, la route du Moulin, la route d'Irlande et le chemin du rang de la Chapelle.
La rivière La Chevrotière est située sur la rive-nord du fleuve Saint-Laurent, à mi-chemin entre Trois-Rivières et Québec, plus précisément entre les bassins versants de la rivière Sainte-Anne (à l'ouest) et de la rivière Portneuf (Capitale-Nationale) (à l'est).
La rivière La Chevrotière prend sa source dans une zone de marais près du chemin du rang de la Chapelle dans la municipalité de Portneuf et au sud-est du Domaine-Alouette. Cette source est située à 3,6 km à l'est d'une courbe du cours de la rivière rivière Sainte-Anne et à 11,1 km au nord-est du fleuve Saint-Laurent (soit au village de Portneuf).
À partir de sa source, la rivière La Chevrotière coule ensuite sur environ 25 km, avec une dénivellation de 126 m, selon les segments suivants :
- 1,0 km vers le sud en serpentant en zone forestière, jusqu'au chemin du rang de la Chapelle ;
- 1,6 km vers le sud en serpentant en zone forestière, jusqu'à la route d'Irlande Sud, correspondant à la décharge (venant du nord-est) du ruisseau chez Godin ;
- 4,4 km vers le sud-ouest en serpentant en zone agricole et forestière, jusqu'à la route du Moulin ;
- 3,7 km vers le sud en zone agricole et forestière, jusqu'à un ruisseau (venant de l'ouest) ;
- 2,5 km vers le sud en serpentant grandement en zone agricole et forestière, en passant du côté ouest du village de Saint-Gilbert jusqu'à la rue Principale ;
- 4,4 km vers le sud-est serpentant en zone agricole en coupant la route Gravel, puis le chemin du 3e rang, jusqu'au Le Petit Bras (venant du nord) ;
- 1,7 km vers le sud en serpentant en zone agricole, puis bifurquant vers l'ouest pour aller couper la route 363 (route Dussault), puis vers le sud jusqu'au ruisseau du Moulin (venant de l'ouest) ;
- 1,7 km vers le sud-est en zone agricole en longeant la route Dussault, jusqu'au pont du chemin de fer situé tout près (soit du côté est) du hameau La Chevrotière ;
- 5,3 km vers le sud-ouest en zone agricole en formant une boucle vers le sud-ouest, en recueillant le ruisseau des Lefebvre (venant du sud-ouest), en passant sous le Pont Saint-Éloi (route Julien) puis sous les deux ponts de l'autoroute 40, en formant une trois boucles vers le nord-est et une vers l'ouest avant de couper la route 138, jusqu'à son embouchure[3].

La confluence de la rivière La Chevrotière est située à 3,2 km au sud-est du chemin de fer ; à 7,8 km au sud-est du centre du village de Saint-Marc-des-Carrières ; à 5,7 km au nord-est du centre du village de Grondines ; à 5,3 km au sud-ouest du centre du village de Donnacona.

## Toponymie
Son nom est tiré de François de Chavigny Lachevrotière, devenu seigneur du fief de La Tesserie en 1674 – en 1698 ce fief fut nommé La Chevrotière.
Le toponyme La Chevrotière a été officialisé le 9 mars 1988 à la Banque des noms de lieux de la Commission de toponymie du Québec.